# Kostel svatého Ignáce z Loyoly (Jičín)
Kostel svatého Ignáce z Loyoly v Jičíně je orientovaný římskokatolický filiální kostel jičínské farnosti-arciděkanství postavený v gotickém slohu. Původně byl zasvěcen svatému Jakubovi, v roce 1622 však bylo patrocinium změněno na svatého Ignáce z Loyoly. Kostel se nachází na náměstí Svobody č. 96 v těsném sousedství někdejší jezuitské koleje v Jičíně. Kostel je jednou z dominant města, byť poněkud stranou od samotného centra u Valdštejnova náměstí.

## Historie

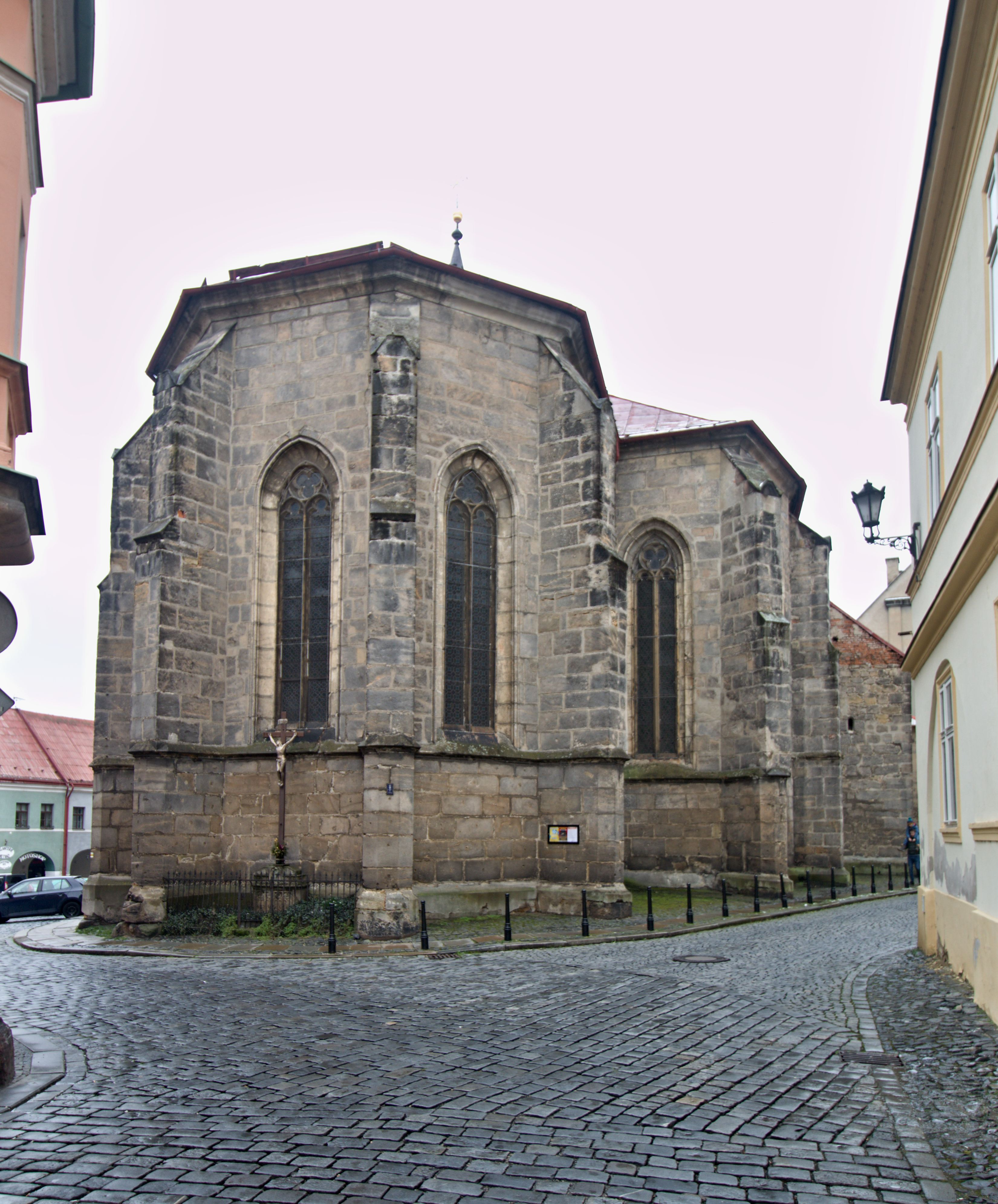
Závěr kostela

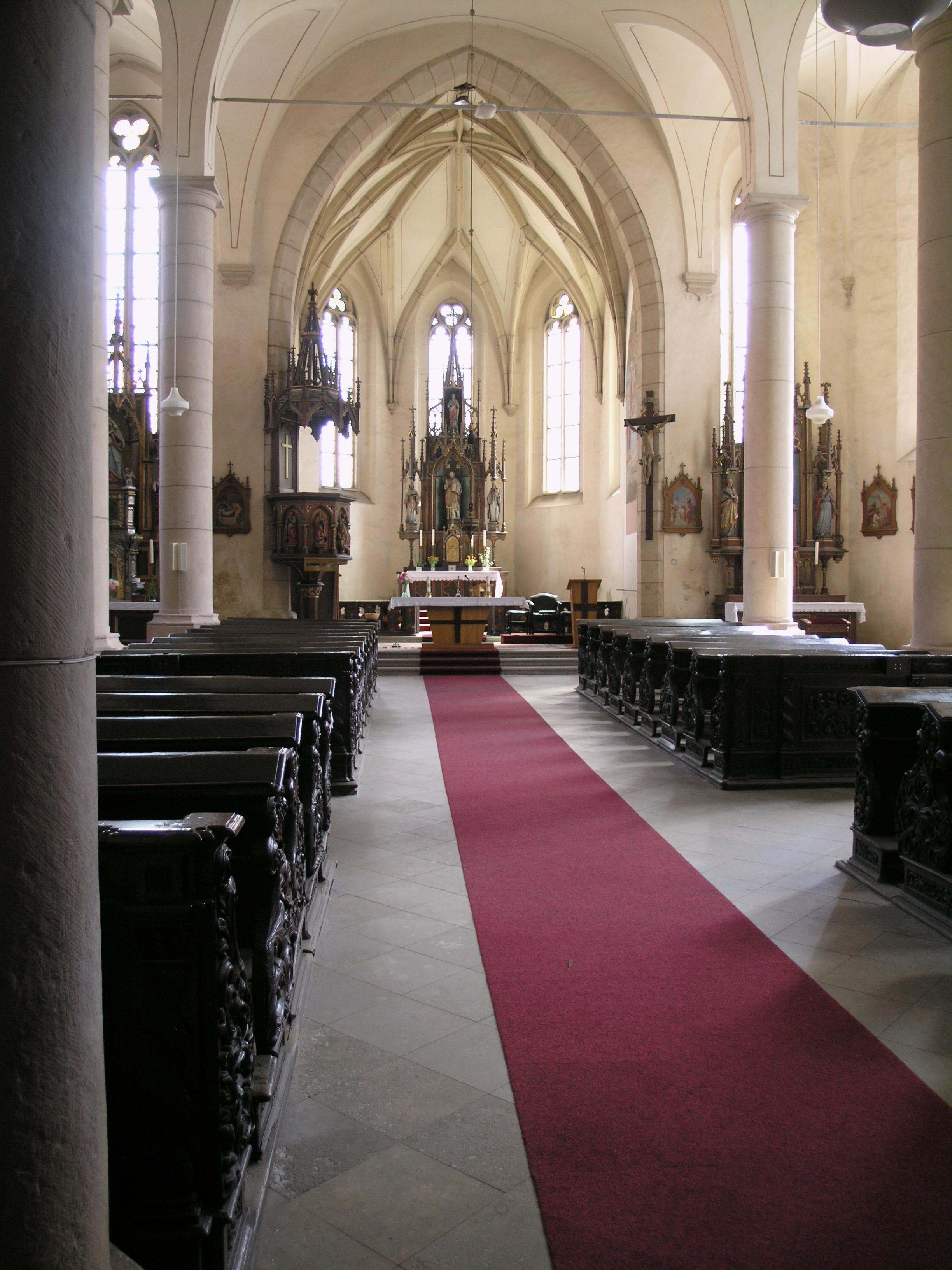
Interiér kostela

Kostel zasvěcený nejprve svatému Jakubovi Staršímu byl původním farním kostelem ve městě a zároveň jde o nejstarší dochovanou stavbu v Jičíně. Byl postaven ve vrcholně gotickém slohu patrně současně se založením města na přelomu 13. a 14. století. V letech 1572 a 1589 byl kostel dvakrát zasažen požárem a renesančně přestavován.

## Barokní přestavba
Když se stal roku 1623 novým majitelem zdejšího panství stal Albrecht z Valdštejna, byl kostel předán řádu jezuitům a patrocinium změněno na svatého Ignáce z Loyoly, zakladatele a patrona řádu. Jezuité v gotickém síňovém trojlodí v letech 1627–1628 rozšířili kruchtu, v letech 1658-1670 přistavěli na západní straně sakristii a zazdili původní hlavní vchod vedle věže. Po požáru z roku 1681 byla zbořena klenba a jezuité kostel sklenuli valenou klenbou s lunetami a dali je vyzdobit raně barokním štukováním. Dále přistavěli na severní straně depozitář a Boží hrob, později proměněný na Lurdskou jeskyni, 

## Interiér
Hlavní oltář sv. Ignáce z Loyoly je pseudogotický, stejně jako další novoslohové zařízení od J. Stoklasy
Mariánský oltář má stříbrný tabernákl a obraz Panny Marie Rušánské, získaný v roce 1637 z Ruska. Boční oltáře sv. Anny a sv. Jana Nepomuckého jsou pozdně barokní, s plastikami z dílny Jelínků z Kosmonos.
Věž kostela ve tvaru hranolu je ve své horní části barokní. V roce 2017 proběhla její oprava, byla zrestaurována kupole a kříž, a věž byla nově omítnuta.

### Program záchrany architektonického dědictví
V rámci Programu záchrany architektonického dědictví bylo v letech 1995-2014 na opravu kostela čerpáno 500 000 Kč.